# Khamsaconus bulbosus
Khamsaconus bulbosus és una espècie de mamífer extint de posició taxonòmica incerta, tot i que classificat generalment entre els proboscidis, que visqué durant l'Eocè inferior en allò que avui en dia és el Marroc. Originalment fou descrit com un condilartre mentre que altres fonts el situen entre els macroscelideus. Si, efectivament, fos un proboscidi, seria el representant més petit d'aquest ordre juntament amb l'eriteri. El nom genèric Khamsaconus significa 'cinc cons', mentre que el nom específic bulbosus significa 'bulbós' en llatí.